# Дуња Симић
Дуња Симић (Бања Лука) је српска оперска дива, сопран.

## Биографија
Рођена је у Бањој Луци. Нижу и средњу музичку школу је завршила у родно граду. Соло пјевање је завршила на Факултету музичке умјетности Универзитета у Београду, гдје је дипломирала и магистрирала у класи професорке Радмиле Смиљанић. Након завршених студија је радила као асистент на катедри за соло пјевање.
Каријеру оперске пјевачице је започела у Београдској опери, а од 1999. до 2004. наступа у Франкфурској опери. Од 2004. до 2009. је наступала у Бременској опери, након чега је постала слободни умјетник са наступима на различитим међународним сценама. У Њемачкој је имала највише наступа у Франкфурту, Дортмунду, Диселдорфу, Базелу, Линцу, Бриселу, Хановеру, Хамбургу и Бремену.
Ради као доцент на одсјеку за соло пјевање Академије умјетности Универзитета у Бањој Луци.